# LOST JUDGMENT 裁かれざる記憶
『LOST JUDGMENT：裁かれざる記憶』（ロストジャッジメント：さばかれざるきおく、英題：Lost Judgment）は、セガより2021年9月24日に発売されたゲームソフト。
2018年に発売された『JUDGE EYES：死神の遺言』（以降「前作」と表記）の続編にあたる。
キャッチコピーは「失われたのは真実。そして正義。」。
リマスターなどを除けば、龍が如くスタジオ制作の作品として初の世界同時発売タイトルとなる。

## 概要
木村拓哉が前作に引き続き主演を務める。原案は名越稔洋、脚本は古田剛志。
時系列としては前作（2018年）から3年後、『龍が如く7 光と闇の行方』（2019年）から2年後になる2021年が舞台となる。神室町に加えて伊勢佐木異人町が舞台に加わるが、『龍が如く7』のようにほとんど物語の舞台になるわけではなく、「比率としては少し多い」程度であると語られている。
今作の物語は「不条理」や「正義とは何なのか」といったセンシティブな内容をテーマにしており、総合監督の名越稔洋によれば、物語の結末はスタッフの間でも意見が分かれたという。
メインゲストとして、前作に引き続き源田龍造役の中尾彬が続投するほか、新たに光石研、山本耕史、玉木宏が出演している。
企業タイアップとして、牛丼チェーン店「吉野家」が登場。神室町では、前作で牛丼チェーン「赤牛丸」があった場所が吉野家になっている。
ダウンロードコンテンツとして、八神の助手の海藤正治を主人公とする追加ストーリー「海藤正治の事件簿」が配信中。

## ゲームシステム

### 物語
メインケース
本作のメインストーリーで、誠稜高校でのいじめ調査をきっかけに、御子柴弘殺害事件と江原明弘による痴漢事件の真相を追う。マップに次の行き先が表示されるようになっており、そこに向かうことでストーリーが進行する。
サイドケース
八神の探偵としての普段の仕事にスポットを当てたミッション。前作同様、バリエーションに富んだ様々な依頼・事件に挑む。サイドケースの受注は、基本的には「八神探偵事務所の掲示板」と「横浜九十九課の掲示板」で行うが、中には街の特定の場所に行くと発生するものもある。また、メインケースやユースドラマの進行度などの条件を満たすことで、受注できるサイドケースが増えていく。
ユースドラマ
誠稜高校の生徒たちとの交流を主軸としたストーリー。ミステリー研究会の天沢鏡子の依頼で、異人町の高校生たちを非行に導く謎の存在「プロフェッサー」の正体を追う。調査では、プロフェッサーに唆された非行生徒がいると噂される、様々な部活やコミュニティに潜入する。八神が潜入する各部活やコミュニティでは、ダンスによるリズムゲームやロボットによる陣取りバトルなど、様々なミニゲームをプレイすることができる。
ガールフレンド
前作同様、サイドケースで出会った女性とガールフレンドになることができる。ガールフレンドにできる女性は、ガールズバー人気No.1店員の望月・S・エミリ。さらに、DLCを導入すると3人の女性が追加される。彼女らが登場するサイドケースをクリアすると、ガールフレンドになる。プレゼントをあげたり遊びに誘うことで親密度を上げることができ、一定まで親密度が上がると新たなサイドケースが発生する。これを繰り返して親密度を最高まで上げると、特別なイベントが発生する。

### 調査アクション
尾行
特定の人物を尾行する際に用いられる。前作よりもターゲットのAIが大幅に進化しており、警戒の度合いに応じて、走って逃げる・近寄って観察してくる・物陰に身を隠すなど、臨機応変に行動を変化させる。また、今作では新たに「ごまかしアクション」を行うことができ、周囲に隠れる場所がない時でも敵の警戒度を下げることができる。
チェイス
逃走する相手を追いかけて捕まえるためのアクション。前作よりアクロバティックな行動をとって追いかけるようになっている。
今作では八神とターゲットにそれぞれ体力が存在し、ターゲットを捕まえる前に八神の体力が尽きるとチェイス失敗、ターゲットの体力が尽きて立ち止まったところを捕まえるとチェイス成功となる。
変装
プレイヤー自身の外見を変えるアクション。建造物への侵入や特定人物へ成り代わるために用いられる。
鍵開け
鍵のかかっている建物の侵入、アイテムが隠された扉を開く際に使用するアクション。鍵のタイプは複数が存在し、それぞれがミニゲームになっている。
サーチモード
人物や証拠の探索などで用いられる。今作では事件現場だけでなく、駅のホームや学校など様々な場所で行うことになる。
証拠提示
入手したアイテム類を相手に提示することで相手を説得したり、真実を聞き出すためのアクション。相手の反応は状況に応じて変化する。
アスレチック
今作で新たに登場。建物に侵入するために壁の凹凸やパイプを利用して移動したり、目的地にたどり着くためにジャンプを使用したりなどアクロバティックな動きで移動できる。
八神にはグリップ力が存在し、パイプにぶら下がったりしていると徐々に減っていき、グリップ力がゼロになると力尽きて落下する。
スティール
今作で新たに登場。敵に気付かれることなく目的の場所まで移動する時に行う。
コインを投げて敵の注意を逸らして横をすり抜ける、粉末の入った特製ボールを投げる、倒していいと判断した敵を背後から締め落とすなど、隠密行動で敵の警戒網を潜り抜ける。

### 探偵ガジェット
今作から新たに登場。八神の調査をサポートする様々な道具。
バズリサーチャー
九十九が開発したアプリ。SNSツールをハッキングして事件性の高いワードを抽出し、その呟きがどこで投稿されたかをマップに表示してくれる。自分で検索ワードを入力して呟きを絞ることもできる。
集音器
九十九が製作したガジェット。街の人の困った声や不審な音に耳を傾ける際に役立つ。音を増幅させることで人間の耳には聞こえない音も感知できる上、音の発生源の方向を探る機能も搭載されている。
電波探知機
九十九が製作したガジェット。盗聴器や盗撮カメラなど、怪しい電波を出している機器の位置を探ることができる。インジケーターの色で電波の発信源がある方向がわかり、発信源に近付くにつれてインジケーターの発光が強くなる。
探偵犬
八神が横浜九十九課の前で出会う、天沢鏡子の飼い犬。調査で犬の嗅覚が必要になった時に呼び出すことができ、臭いの発生源に案内してくれる。ダウンロードコンテンツで毛色を変更可能。

### バトルアクション
前作からのシステムである、｢フィジカルスイッチ｣が引き続き存在する。前作と同じ「一閃」と「円舞」に加え、今作では新たに2つのスタイルが登場した。
一閃
1対1のタイマンバトルに適したスタイル。一撃の威力が高く、敵のガードを崩すことができる。
円舞
集団相手のバトルに適したスタイル。素早い攻撃で、一度に広範囲に攻撃できる。今作では敵の攻撃を跳躍して回避する「舞空」というアクションが追加された。
流
今作で新たに登場。敵の攻撃を受け流したり武器を奪って無力化できる防御主体のスタイル。連続技の中には投げ技に移行するものも存在する。
また、恐怖状態の敵を即座に戦闘不能に追い込むことができるEXアクション「EXサレンダー」を持つ。
拳威
DLCを適用すると追加される、ボクシングをベースとした格闘スタイル。一閃に匹敵する攻撃力と円舞に匹敵する回避力を持つが、攻撃方向のほとんどが前方のみであるため、一対一での対決に特化したスタイルになっている。また、上記3つのスタイルとは強化の方法が異なり、ユースドラマ「ボクシングジム」を進めなければスキルを獲得できない。
モータルアタック
前作でもあった、一部の強敵が使用する強力な攻撃技。体力を一定以下まで減らすと発動し、発動時には赤いオーラを纏い、大ダメージを与えるガード不能の一撃を繰り出す。八神側も回避することで回避時にモータルアタックに対して反撃を仕掛ける技「モータルリバーサル」を使用できる。
前作では、モータルアタックや銃などの攻撃を受けると体力ゲージの一部が封じられる「致命傷」という状態になったが、今作では致命傷のシステムは無くなっている。

## ストーリー
前作より3年後の2021年12月。横浜の伊勢佐木異人町で「廃ビルから煙が出ている」との通報があり、駆け付けた消防隊員がビル内で男性の腐乱死体を発見した。これがすべての始まりだった。
それから3日後。源田法律事務所の弁護士・城崎さおりは、新宿駅で痴漢として逮捕された現職警察官・江原明弘の弁護を担当し、その判決公判に臨んでいた。江原は警察官でありながら電車内で痴漢を働き、新宿駅で降りて逃走したあげく、周囲の客たちに取り押さえられ現行犯逮捕された。逃走の一部始終と取り押さえられ激高する江原の様子が撮影されており、その映像が何度もメディアで報道されたため、江原への厳罰を求める世間の声は非常に多かった。それに加え裁判中の態度も悪かったこともあり、江原には懲役6か月の実刑判決が言い渡された。しかし、裁判長が主文を読み上げた直後、江原は突如思いもよらぬ発言をして、法廷中を困惑させた。
「3日前に、横浜の廃ビルから死体が出てきたはずです。もう身元はわかりましたか? まだでしょうね。ではどうか、神奈川県警に知らせてあげてください。その死体の主は御子柴弘といいます。彼は4年前、私の息子を自殺に追いやった。万死に値する人間です」
主人公・八神隆之は、今も元極道の相棒・海藤正治と共に、神室町で様々な依頼を請け負う探偵業を続けていた。そんなある日、仕事中の八神の元に一本の電話が掛かってくる。電話の主は、かつて神室町で連続猟奇殺人事件を解決した時の協力者であった杉浦文也。杉浦は、同じく八神の協力者であった九十九誠一と共に横浜で探偵事務所を開業したと語り、その事務所で依頼を受けた仕事で八神たちに協力を頼みたいという。八神たちは仕事を片付けると、その翌日、伊勢佐木異人町にある九十九たちの探偵事務所「横浜九十九課」を訪問する。
九十九らと再会した八神たちは、彼らから異人町にある私立誠稜高等学校でのいじめ調査への協力を要請される。依頼主はその高校の理事長で、校内でいじめがないかどうか徹底的に調べてほしいということだった。八神は理事長から詳しい話を聞く中で、誠稜高校に来ていた教育実習生が2か月前に失踪しているという話を耳にする。翌日、八神たちは理事長の了解を取り、学校中に小型の隠しカメラを仕掛け、生徒たちの様子を監視する。すると早速、2年2組の教室でいじめの様子が捉えられた。そこでは、バスケ部の香田真美という女子生徒が、同じ部の松井・坂城・あかねの3人から陰湿ないじめを受けていた。九十九は早速これを理事長に報告。2年2組の担任である女性教師・澤陽子も交えて対策を協議する。その翌日、八神は一計を案じ、いじめを傍観していた同じクラスの生徒たちに声を上げさせ、松井らの香田へのいじめを止めることに成功する。
その後、理事長室で今後のことを協議していると、八神に城崎さおりから電話が入る。八神がさおりに「仕事で今は横浜の誠陵高校にいる」と話すと、さおりは、異人町の廃ビルで腐乱死体が発見され、その身元が2か月前に失踪していた誠稜高校の教育実習生・御子柴弘だったと語る。さらに、自分が弁護を担当していた痴漢事件の被告人の江原明弘が判決公判で死体の身元を言い当てたこと、御子柴の死亡推定時刻が江原が東京で痴漢を働いていた時間帯だったこと、江原が息子の仇である御子柴が殺されたのと同じ時間に痴漢事件を起こしたのには、必ず何らかの意図があったはずだということを話す。八神はさおりの話を聞き、江原は御子柴殺害に関与しているのは間違いないが、痴漢で有罪判決を受けたことで、司法のお墨付きで鉄壁のアリバイが成立していると考える。もし痴漢事件がそのための茶番だったとしたら、江原は“法”を軽んじた極めて挑発的な犯罪者ということになる。さおりは、単なる痴漢として裁かれた江原について何か重大な見落としがあると考え、痴漢と殺人を2つで1つの事件として考え直したいと主張し、八神に御子柴殺害事件の真相究明を依頼する。八神はさおりの依頼を受け、誠稜高校で早速調査を開始する。しかし、この事件が複雑な人間関係の元で仕組まれた緻密な計画犯罪であり、後に半グレや公安まで関わってくる事態に発展するとは、この時の八神にはまだ知る由もなかった。

## 登場人物

### 八神探偵事務所
八神 隆之（やがみ たかゆき）
演 - 木村拓哉
本作の主人公。八神探偵事務所所長。38歳。
もともとは源田法律事務所所属の弁護士だったが、ある殺人事件の刑事裁判で無罪判決を勝ち取った直後にその被告人が殺人容疑（冤罪）で再逮捕されたことで、弁護士としての名誉を失い探偵業に転身した経緯を持つ。
前作では、その事件を発端とした連続殺人事件を解決に導いたことで、弁護士としての名誉を挽回。古巣の法律事務所から弁護士への復帰を勧められるも断り、3年経った現在も探偵業に勤しんでいる。なお、探偵転身後も弁護士資格は保有し続けている。
弁護士時代に培った法律知識のほか、高い推理力や尾行術・変装術・ドローン操縦・ピッキングなどの技術を持ち、探偵としての能力はかなり高い。
また、カンフーをベースとした我流の格闘術を得意としており、十数人のチンピラを相手にしても圧倒する戦闘力を誇る。今作では新たに、受け流しや対武器用の我流の戦闘スタイル『流』を身につけている。
物語中盤で誠稜高校にて部活の外部指導員として潜入し、ユースドラマではかつて味わえなかった青春を堪能していく。
海藤 正治（かいとう まさはる）
声 - 藤真秀
八神探偵事務所調査員。41歳。八神の兄貴分的存在。
元は東城会の三次組織「松金組」所属の極道だったが、ある事件に巻き込まれ破門。現在は八神とともに探偵業に勤しんでいる。
高校を中退してから松金組に在籍しており、当時15歳だった八神が神室町で荒れた生活を送っていた際に、顔を合わせるたびにケンカを売られ、ことごとく返り討ちにしてきたという古くからの付き合いがある。
大柄な体格をしており横柄な態度だが、あけすけなだけで悪気はない。天然気味なところもあり、事をごまかすつもりが口を滑らせたりすることも多い。
一方で非常に勘が鋭く、物事の本質を突く発言を行い捜査の突破口を開くこともある。また元極道ゆえに裏社会の事情や符丁などにも詳しく、チンピラの考えることにも想定がつく。

### 株式会社横浜九十九課
九十九 誠一（つくも まこと）
声 - 宮本淳
株式会社横浜九十九課所長。30歳。八神とは旧知の仲で、卓越した情報技術者としての顔も有し、コンピューター関連知識やハッキング技術などに長けている。高校は通信制だった。
勉強熱心で礼儀正しい性格だが、ボサボサ頭に眼鏡、ネットスラングを交えて芝居がかった口調（人を「〇〇氏」と呼んだり、語尾に「〜ですぞ」「〜くだされ」をつけるなど）で会話するといった典型的なオタクそのままの人物であり、調査中に不審者として通報を受けることもしばしば。
かつては引きこもりだったが、八神との出会いにより外へ出られるようになったという過去があり、そのため神室町時代から八神には「お友達価格」で様々なサポートを行っていた。今作ではもう一つの舞台の拠点にいることもあり、前作よりも格段に出番が増えた。それだけでなく、調査に関する技術面では警察顔負けの能力を発揮し、今作の事件では彼の存在が調査の局面を大きく変えたと言えるほどの活躍をする。戦闘には直接の参加はしないが、ドローンを使ったナビゲートや援護、作戦立案などの頭脳面で八神たちをサポートする。
杉浦 文也（すぎうら ふみや）
声 - 寺島惇太
株式会社横浜九十九課調査員。28歳。前作では神室町でいわゆる義賊として暗躍していた窃盗団のメンバーだったが、ある目的から八神と手を組み、ともに最後まで戦い抜く仲間として活躍した。
パルクールの技術に優れ、戦闘時にはカポエイラのような脚技を用いて敵を翻弄するなど、常人離れした身体能力と身軽さを持つ。横浜九十九課では唯一の調査員として体を張る役割を担当する。
数年前までは人間嫌いの引きこもりで、九十九とは「なんか波長が合う」と語る。
基本的には年上相手には「〜さん」付けし、丁寧な口調で話すが（九十九や星野相手には「君」付け）、親しい相手には年齢にかかわりなくタメ口かつラフな態度をとり、元極道やマフィア相手に煽るような言動も目立つ。
誠稜の女子高生にも黄色い声を上げられるほどの美形だが、戦闘・敵地侵入時は窃盗団時代に着用していたジェスター柄の仮面をつけ、素顔を隠している。

### 源田法律事務所
源田 龍造（げんだ りゅうぞう）
演 - 中尾彬
「源田法律事務所」の所長。70歳。八神にとって育ての親と呼べるうちの一人であり、八神が事務所を辞した現在でも友好的。
年齢とこの土地柄による弁護士としての実力も然ることながら、弟子に対する愛情も備えており、八神が名誉を回復してもなお何かと気にかけ、調査の仕事を任せるなど面倒を見ている。
海藤と関わりの深かった松金組長と交流が深く、海藤が敬語で会話をする数少ない人物でもある。
城崎 さおり（しろさき さおり）
声 - 甲斐田裕子
源田法律事務所所属の女性弁護士。35歳。源田法律事務所のエース的存在で、所長の源田から厚い信頼を寄せられている優秀な弁護士。ボサボサの髪に眼鏡をかけているなど容姿は一見地味だが、実は高いポテンシャルを秘めている美女。
マイペースで物静かであるが、言いたいことは誰に対してもはっきりと言う性格をしている。また、法に携わる者として高いプライドを持っており、江原の法を嘲笑うかのような犯罪に対して強い怒りと悔しさを見せている。
痴漢事件を起こした江原に当番弁護士として接見したあと、匙を投げた他の弁護士から引き継ぐ形で江原の弁護を担当するが、彼が判決公判で行った唐突な告白を機に、八神へ事件の調査を依頼する。
星野 一生（ほしの いっせい）
声 - 林勇
源田法律事務所所属の弁護士で、城崎の後輩。30歳。トップクラスの成績で司法試験に合格した秀才で、空手三段という文武両道な人物。前作の最後で城崎と交際することになったが、2人の仲は3年前と比べてあまり進展していない様子。
元は二番手を目指す消極的な草食系男子だったが、3年前の連続殺人事件で先輩弁護士が殺害されたことがきっかけで、敵が巨大な闇でありながらも自ら八神に志願して協力者になるという積極性を発揮した。
杉浦よりも年上だが、彼からはタメ口かつ「星野君」と呼ばれており、星野は敬語で接し「杉浦さん」と呼んでいる。
九十九のことも「九十九さん」と呼ぶが、同い年だからか気が合うようで、2人で愉快に飲んだこともあるという。

### 八神の協力者
東 徹（ひがし とおる）
声 - 川原慶久
元東城会系松金組若衆。35歳。松金組が解散した現在は、組員時代から担当していたゲームセンター「シャルル」の店長職を引き続き務めている。
組員時代は海藤の舎弟でもあった。前作では、とある目的のため最後まで八神と共に戦った仲間でもあった。
ゲームセンターで遊ぶ子供に親身になって接するなど、悪ぶってはいるが心優しい性格。また、現在も海藤を兄貴と慕っている。
前作の経緯もあり、八神からは馴れ馴れしくされるのを嫌う。しかし、今作でも、八神の頼みを文句を言いながらも快く引き受ける一面も持つ。
今作では城崎の知り合いであることが発覚。しかし彼女がドレスアップで大きく変貌することについては知らなかった。

### 重要人物
江原 明弘（えはら あきひろ）
演 - 光石研
警視庁所轄のとある交番勤務の警察官。階級は巡査長。53歳。
現職の警察官でありながら、電車内で痴漢を働いて現行犯逮捕された。犯行の瞬間と取り押さえられた時に往生際悪く抵抗する様子が動画として撮影・報道されており、加えて微物検査による物的証拠があるにもかかわらず頑として無実を主張したことから、世論を炎上させた。
2か月後の法廷で懲役6月の実刑判決を受けるが、その直後に突然、横浜の伊勢佐木異人町で見つかった腐乱死体について言及。死体の身元は御子柴弘という男で、我が子を自殺に追いやった万死に値する人間であり、彼を裁けず野放しにした「法」は役立たずだと主張する。後の警察の捜査で死体の身元が御子柴弘と判明したことから、死体の身元を言い当てた江原が御子柴殺害に関与している疑いが濃厚だったが、御子柴の死亡日時は江原が痴漢を働いたまさにその時であり、裁判で江原の痴漢が有罪とされたことで、くしくも江原には御子柴殺害に関して鉄壁のアリバイが成立することになった。
4年前に誠稜高校に通っていた息子の敏郎を自殺で失っており、その原因が同級生の御子柴弘のいじめであると主張したが、第三者委員会の調査では「いじめがあった事実は確認できなかった」と結論付けられた。これに納得できず、誠稜高校に損害賠償を求める訴訟を起こしたが、この裁判でも御子柴によるいじめがあったことは立証されなかった。
桑名 仁（くわな じん）
演 - 山本耕史
伊勢佐木異人町の裏の裏まで知り尽くすと豪語する、古参の便利屋「くわな」を単身で営む男性。43歳。
非合法な依頼も金次第では引き受ける性分で、よそ者の八神が地元の殺人事件を嗅ぎわまわっていることを知るとライバル心をむき出しにする。
裏社会で鍛えたという喧嘩の腕前は八神にも引けを取らない相当なものであり、初対面時にも「俺はこの兄さん（八神）よりも腕が立つ」と話す。
電子タバコを好んでいる。私生活はズボラで、飲み残しや食べ残しを床にも放置する癖があり、八神にすら呆れられていた。
相馬 和樹 (そうま かずき)
演 - 玉木宏
神室町を中心に活動する半グレ集団「RK」のリーダー。34歳。嘘を見抜く鋭い嗅覚と、恐怖を絶妙に扱った拷問による情報収集が得意。
かつては自身も東城会直系日侠連の組員で、「躊躇ない暴力」と「嘘を見抜く目」を当時の組長から高く評価されていた若き幹部候補だった。
ハウスダストアレルギーらしく、埃っぽい場所ではよくハンカチで鼻と口を押さえて鼻を啜っており、組に在籍していた当時はこの癖を嫌う兄貴分からよく制裁を受けていたとのこと。
東城会が無くなるのを見越して日侠連から抜けており、それを知らない阿久津からは抹殺の標的にされると警告を受けたが、結果的に想定通り東城会が無くなり阿久津を嘲笑い返した。
卓越した格闘の腕を持ち、それに愛用の武器であるアイスピックやナイフを併せ持てば、幾多の暴力団を相手にした八神ですら油断ならない。
澤 陽子（さわ ようこ）
声 - 山根舞
私立誠稜高校の英語教師で、2年2組の担任。30歳。いじめを受けている生徒を救うためすぐ手を打とうとするなど、生徒想いの熱心な教師。
海藤が一目惚れするほどの美人で、海藤によれば、彼が高校時代に憧れていた女性教師に似ているらしい。
学校内で御子柴弘殺害事件について嗅ぎ回る八神を避けており、教師ではない八神が教育の場に介入することに不快感を露わにする。
高校は、名門校と言われる都内の黒河学園を卒業。3年生の時に同級生の楠本充が酷いいじめに遭っており、担任教師の喜多方に助けを求めた。しかし、楠本充は追い詰められて最終的に投身自殺を図ってしまった。
また、4年前に江原敏郎からいじめの相談を受けていたが、彼の自殺を防ぐことができなかった。敏郎から相談を受けてすぐ、彼の担任教師にいじめへの対処を要請したが、担任は「3年生はもうすぐ卒業だから、もう騒ぎ立てる時ではない」としてきちんと対処しなかった。その後、江原が誠稜高校に損害賠償を求める訴訟を起こすと、学校側の弁護士と敏郎の担任に圧力をかけられ、裁判で「いじめはなかった」と証言させられた。その時、第三者委員会による生徒たちへのアンケート調査で、そのアンケートを取り纏めていた敏郎の担任が自身の保身のため、御子柴による敏郎へのいじめを見たと書かれている回答を全て握り潰していた事実を知らされた。そのため、敏郎を助けられなかったこと、裁判で真実を証言できなかったことを今でも悔いている。
これら楠本充と江原敏郎のいじめ自殺に直面してきた過去から、いじめ問題には人一倍敏感で、熱意が強い。本人曰く、子供の頃から先生になるのを目指していたが、楠本充のことがあってからは無邪気な志望だったのが使命感に変わったとのこと。
江原 敏郎（えはら としろう）
4年前に誠稜高校に在籍していた生徒で、江原明弘の息子。自分の部屋のドアノブにタオルを掛け、首を吊って自殺した。自殺の動機は、同級生の御子柴弘から受けたいじめとされている。
御子柴からは、テストでクラスの平均点を下げた詫びや補習授業の授業料などの名目で、度々お金を取られていた。敏郎の夕食代として親が用意していたお金を奪われたこともあったほか、お金を払えない時は暴行を受けたりトイレで土下座をさせられるなど、凄惨極まるいじめを受けていた。
御子柴 弘（みこしば ひろ）
声 - 梶川翔平
誠稜高校OBで、母校へ教育実習に出向いていた大学生。22歳。実習中に何者かに拉致され、指の骨を全て折られるなどの激しい暴行を受けたあと殺害される。
その後、遺体は2か月間もの間放置され、発見時は無残な腐乱死体に成り果てていた。法廷で江原が告白したことで、警察が身元を特定する前に身元が判明する。
4年前に同級生の江原敏郎をいじめて自殺に追いやった張本人だったが、江原が誠稜高校に損害賠償を求めた裁判では事実が立証されず、罪には問われなかった。
自分がやったことの重大さを理解していないらしく、教育実習中にバスケ部の練習に顔を出した際に他の部員らの前で香田を「悪い見本」と晒し者にしたり、彼女を嫌らしい目で見て「エロい」と発し、結果香田が「エロ女」と呼ばれるきっかけを作るなど彼女を無自覚にいじめており、まったく反省の色がなく八神からは「相手を見下すタイプの人間」と評されていた。
ただ、ノリがいい性格のため生徒に慕われることも多く、特にあかねとは馬が合い、後に好意を抱かれている。
間宮 由衣（まみや ゆい）
声 - 豊口めぐみ
江原による痴漢事件の被害者で、30歳のOL。既婚者で、旧姓は鈴木。工業デザイナーの夫・太一と6歳の一人息子・宗太と3人で、東池袋の綺麗なマンションで暮らしている。
池袋から新宿に向かう電車内で江原による痴漢被害に遭い、スカートに手を入れられ下着の上からお尻を触られた。その後、新宿駅到着直後に江原の腕を掴むが、江原がホームに降りて逃走したため、彼を追いかけながら大声で痴漢だと名指しし、捕まえてほしいと周囲に助けを求めた。
赤池 靖史（あかいけ やすし）
声 - 石黒史剛
バイオ分野の企業で企画管理を担当している会社員。30歳。八神と渡辺刑事が御子柴の殺害現場のビルで話をしていた時に、そのビルを同窓生の友人たちと双眼鏡で監視していた。
本人は、自分たちはただの野次馬で、テレビで報道されていた殺人事件の現場を冷やかしで見にきたと発言している。
川井 信也（かわい しんや）
声 - 宮崎遊
神室町のガールズバーでマネージャーを務めていた男。5年前から行方不明になっており、なぜかRKが総出で行方を探し回っている。
13年前に都内の黒河学園に通っていた時、楠本充をいじめて自殺未遂に追いやった。その後、そのいじめに対する処分を受け、転校した。
事件直後は充の家族にも涙を流しながら頭を下げて謝罪したが、行方不明になる前には同級生をいじめて自殺に追い込んだことを周囲には武勇伝のように自慢しており、当時の涙の謝罪は嘘だった様子である。そのため、城崎さおりからは「ヤクザみたいな男」と評されている。
楠本 充（くすもと みつる）
声 - 前田誠二
13年前に都内の黒河学園に在籍していた生徒。川井信也からの度重なるいじめが原因で、校舎の屋上から投身自殺を図った。
一命は取り留めたものの、13年経って30歳となった今も意識が戻らず、昏睡状態が続いている。
楠本 玲子（くすもと れいこ）
声 - 林真里花
厚労官僚。厚生労働事務次官。59歳。楠本充の母親。もとは無名の官僚だったが、3年前に当時の厚生労働事務次官一ノ瀬薫が起こした不祥事の影響から、組織のしがらみや利権にとらわれない人材として次官に抜擢された。
充が目を覚ますことを信じて、今も毎日、仕事の後に病室の充を見舞いに行っている。
坂東 秀美（ばんどう ひでみ）
声 - 青山穣
警察官僚。警察庁警備局公安課調整官。58歳。ある目的のために楠本玲子に接触する。
国の平和を守るためであれば、手を血で汚すことも厭わない。また、背後に大物政治家や官僚が控えており、彼らの主張や意向を通すために裏で暗躍することもある。
喜多方 悠（きたかた ゆう）
13年前に黒河学園に勤めていた国語教師で、澤先生・川井信也・楠本充の当時のクラスの担任。
充が川井信也からいじめを受けていることを目撃していながらも、軽く注意するだけで見過ごしてしまい、結果的に充の投身自殺を防ぐことができなかった。
その後、世間から「いじめを防がなかった無能教師」というレッテルを貼られ、教職を追放されることになった。

### 私立誠稜高等学校
奥田 雄三（おくだ ゆうぞう）
声 - 屋良有作
理事長。校内のイジメに関する調査を横浜九十九課に個人依頼し、このことがきっかけで八神が誠稜高校と関わるようになった。
生徒を思う気持ちはあるなど教師としては決して悪人ではないものの、問題の解決能力には乏しい。度量が広く、部員も活動実績もないに等しいミステリー研究会の顧問も引き受けている。
香田 真美（こうだ まみ）
声 - 富樫美鈴
2年2組の生徒でバスケ部員。真面目で優しい性格だが、引っ込み思案で運動は不得手。松井ら3人から酷いいじめを受けている。
昔読んだ漫画の影響で、高校生になったらバスケ部に入ることを夢見ていた。高校生になって実際にバスケ部に入部したが、他の部員は皆経験者だったため、周りの足を引っ張っていた。
その結果、当時バスケ部を指導していた御子柴から指導という名のいじめの対象にされ、胸が大きいことからいやらしい目で見られていた。
松井（まつい）
声 - 狩野翔
2年2組の生徒。バスケ部員で、香田をいじめている3人組の一人。茶髪と鋭い目つきと派手な外見が特徴。あかねたちからは「まっつん」と呼ばれている。
校外でもスマホカメラを向けてレストランの店主を煽るなどやりたい放題の問題児。学校に介入してきた八神に対しては当初、敵意を持っており何度も攻撃を仕掛けるが、その度に返り討ちに遭う。部活で絡む機会の多かった実習生の御子柴が殺害され、いじめの加害者としてバッシングを受けたことなどを機に考えを改めるようになっていく。
あかね
声 - 八巻アンナ
2年2組の生徒。バスケ部員で、香田をいじめている3人組の一人。香田を「エロ女」と呼び蔑む。強い男やイケメンに目がない。
教育実習に来ていた御子柴と馬が合い、仲良くしていた。後に御子柴に好意を抱くようになったが、御子柴が殺害されいじめ加害者としてバッシングを受けたことで、松井たちとは対象的に周囲に当たり散らすなど自暴自棄気味になる。
坂城（さかき）
声 - 堀井茶渡
2年2組の生徒。バスケ部員で、香田をいじめている3人組の一人で、松井と一緒に行動していることが多い。
なにかあればすかさずスマホを取りだし、ムービーを録画しながら相手を煽る。
矢吹 秋彦（やぶき あきひこ）
「オカルト研究会」の部長。父親が著名なUFO研究家であることから、UFOや地球外生命体の存在を純粋に信じているが、謎を暴こうとする天沢とは馬が合わず敵視している。
阿良 勝馬（あら かつま）
国語教師。常に笑顔を絶やさず、嫌がらせを受けても動じない温厚さから「えびす先生」と呼ばれている。
不良リーダー
3年生。本名不詳。八神に報復しようとした松井が焚き付けた。金髪で大柄な体格。裏社会との繋がりを自慢しており、八神と対峙した時も脅しの手段にも利用していたが、そのことが「もう子供扱いはできない」と逆に本気にさせてしまい引き連れていた手下や松井たちと一緒に返り討ちにされる。

### 横浜流氓
鉄爪（てっそう）
声 - 笠間淳
横浜流氓の殺し屋集団「白面」の第三支部長。本人曰く、幹部候補。名前の通り、両手に鉄のかぎ爪をつけて武器にしている。
何者かに雇われ、八神や横浜九十九課に襲撃を仕掛けてくる。RKが異人町に蔓延るようになってからは、八神を異人町にトラブルを持ち込んだ元凶と思い込んで、再度対峙することになる。
しかし、交戦を経て誤解が解けた後は、同じくRKを敵とする八神を兄弟分と認めて、友好的に接するようになる。
趙 天佑（ちょう てんゆう）
『7』にも登場した、横浜流氓の総帥。佑天飯店を経営している。
鉄爪の縁によって、店に訪れた八神たちに料理を振る舞った。作る料理は絶品で、八神も一口食べるなり、「すげぇ美味いな」と評していた。
本作では、カメオ出演として登場した。

### 半グレ集団「RK」
阿久津 大夢（あくつ だいむ）
声 - 浜田賢二
「RK」の最高幹部。31歳。ヒョウ柄の派手な服装に金髪で大柄な体格と、見るからにチンピラといった出で立ち。普段は表に姿を見せない相馬に代わって、RKの陣頭指揮を担う。
豪快かつラフな性格で、八神と初めて出会ったときは勝手に自撮り写真を撮影してくる。相馬同様、元は東城会直系の日侠連の組員。腕っ節で最高幹部にのし上がったとされているが、相馬の狡猾さには敵わない。
大柄な見た目に違わず、八神の飛び蹴りを胸を張って受け止めるほどのタフさを持ち、幾度叩きのめされても数分で起き上がる異常なしぶとさも併せ持つ。
極道時代であった海藤や東とも面識があり、ある目的をもって元極道である海藤を「RK」に勧誘する。
金田（かねだ）
「RK」所属のチンピラ。青みがかった迷彩柄の立ち襟ジャケットを着た丸刈りの男。RKで最初に八神たちと接触した人物。
RK下位構成員の代表のような位置付けで、阿久津や相馬に率いられる形でたびたび登場し、最後まで登場する。
喧嘩っ早く色仕掛けに弱い小物だが、八神に叩きのめされても阿久津の一喝ですぐに起き上がるなど、強さでも下っ端よりも上を見せている。
千葉（ちば）
「RK」所属のチンピラ。阿久津に従い澤宅の前で桑名を待ち伏せていたメンバーの一人。
金田同様チンピラたちの中ではリーダー格であり、モータルアタックを用いるなど他とは一線を画する戦闘能力を持つ。
一方で拷問の分野には不慣れらしく、阿久津考案のチェーンソーを用いた拷問を任された際は戸惑いを見せていた。

### 神奈川県警察
渡辺 基祐（わたなべ きすけ）
声 - 喜山茂雄
神奈川県警察本部刑事部捜査第一課の刑事。御子柴殺人事件を捜査しており、澤先生と話すために誠稜高校に来たのが八神と初対面となる。
桜井からは「ナベさん」と呼ばれており、八神もそう呼んでいる。
事件の真相を隠そうとする警察上層部に不信感をもつが、組織の一員として自由には行動できない事態に歯痒さを感じている。
桜井（さくらい）
神奈川県警察本部刑事部捜査第一課の刑事。渡辺の後輩。常に渡辺と同行している。現場で出会う八神の馴れ馴れしい態度には不快感を露わにする。

### 東京地方検察庁
藤井 真冬（ふじい まふゆ）
声 - 清水理沙
東京地方検察庁検事。35歳。城崎さおりとは中学の同級生で幼馴染。
城崎から八神を紹介されたことで、八神と友達以上恋人未満の関係になる。
鷹野 貞雄（たかの さだお）
声 - 北田理道
東京地方検察庁検事。35歳。江原明弘の痴漢事件を担当している。
事件の真相の究明よりも、検察・司法の面子を優先するタイプ。また、かなりの頑固者であり、自分が正しいと思ったことは上司に噛みついてでも貫き通す。
源田と顔見知りであるが、駆け出しのころに小僧扱いされていたため、源田に苦手意識を持っている。

### ガールフレンド
※はDLC専用キャラクター。
望月・S・エミリ（もちづき・スージー・エミリ）
#ガールズバーを参照。
早乙女 月乃（さおとめ つきの）※
声 - 本渡楓
前作でもガールフレンドとして登場した女性。茨城県出身の23歳。身長156cm。趣味は絵を描くこと。
前作では変態三銃士に狙われたところを八神に助けられ、友人以上の関係になった。しかし、自身が就職し八神も多忙なこともあってお互いにすれ違うようになり、疎遠になってしまった。
3年経った今作ではウェブデザインの会社のOLになっており、誠稜高校のホームページリニューアルの仕事を担当している。双子の兄である早乙女陽介の依頼で八神と再会するが、変態四重奏の脱獄によって3年前のトラウマが甦り、そのショックで変態四重奏と八神の記憶を失い記憶喪失になっていた。その後、変態四重奏に拉致されて、さらに「変態国家の象徴となる王女」として変態たちに祭り上げられ様になるも、八神に助けられ、彼との記憶を取り戻した。
その後は異人町で、八神と交流しながら誠稜高校のホームページに使用する写真の撮影を行う。しかし、自身のデザインしたホームページと、誠稜高校の担当窓口である藤田の要望との間で食い違いが起きており、デザインをどうするか悩んでいる。
藤堂 湊（とうどう みなと）※
声 - 立花日菜
神室町でマスコットキャラ「カムロップ」の着ぐるみを着てキャンペーンのバイトをしていた女子大生。北海道札幌市出身の20歳。身長155cm。
引っ込み思案でかなり人見知りが激しく、人と目を合わせて話すことができない。そのため、「人と目を合わせずに済む」という理由から、着ぐるみを着るバイトを選んだ。休憩時間になって着ぐるみを脱ごうとして上手く脱げず、脱水症状に陥ったところを助けられたことで八神と知り合う。その後、引っ込み思案な性格を直したいと八神に相談するが、気ぐるみを着ないとまともに話せない性格の克服に四苦八苦する。
趣味はお笑いを見ること。自分でネタを考えることも好きで、思いついたネタをノートに書き貯めている。
葉加瀬 響子（はかせ きょうこ）※
声 - 山本希望
誠稜高校に赴任してきたばかりの養護教諭。福岡県出身の32歳。身長160cm。凛とした大人の女性という雰囲気の美人。
以前は不動産会社で働いていたが、勤務先が倒産。その後一念発起して、努力の末に憧れであった養護教諭の職に就く。学校では、生徒たちから「響子ちゃん」呼ばわりされるほどに慕われている。八神とは、仕事帰りの夜道で何者かの視線に怯えていたところを偶然助けられて知り合う。
普段は保健室にいて、保健便りの作成などの業務に追われている。また、薬の調合をすることもできる。
養護教諭でありながら、実は血や痛々しい傷口を見るのが苦手。そのため、傷の手当てをする際は我慢して必死に手当てするが、力を入れすぎて相手に痛い思いをさせることもしばしば。このことは誰にも秘密にしていたが、八神に見抜かれてしまい、以降は八神に手当の練習相手をお願いする。
趣味は模型作り。また、小野ミチオが大好きで、彼のフィギュアを大事にしている。波の部分を自分で独自の彩色にするなど、手先が器用。

### 神室町の住人たち
コースケ
声 - 室元気
大学生。人畜無害の優男を装っているが、その正体は半グレ集団とつるんで女性を食い物にしてはその金を闇賭博につぎ込んでいるというチンピラ。
八神たちに制裁を受け、前述の悪行からは足を洗う。しかし、後に博打癖は治っていないことが発覚する。
浜田 恵子（はまだ けいこ）
声 - 清都ありさ
本編冒頭に登場した依頼人。20歳。彼氏のコースケに連れて行かれたぼったくり店で被害に遭い、源田法律事務所に相談したことが縁で八神たちにコースケの調査を依頼する。
入江（いりえ）
声 - 佐々木睦
相馬や阿久津が所属していた日侠連の元総裁。現在は隠居しチャンピオン街で飲んでいる。
引退した身ではあるものの、今も裏社会の情報に精通している。海藤や東と関わりの深い松金組や松金組長についても知っていた。
バー「テンダー」のマスター
声 - 後藤光祐
八神が弁護士になる以前にアルバイトをしていた神室町のBARのマスターで、彼のよき理解者。前作ではサイドケースの受注窓口の一人だった。
マリ
声 - 本居真優
前作にも登場したバー「テンダー」の常連客。マスターや八神をはじめとする常連客からは「マリ姉」と呼び慕われており、八神のことを「ター坊」と呼ぶ数少ない人物。
今作では城崎とも知り合いであることが発覚し、彼女のドレスアップ後の変貌ぶりも事前に聞いていた。また、サイドケースでは脱獄したパンティ教授に下着を盗まれるといった被害に遭う。
シャルルの店員
演 - MCU
元東城会系松金組若衆で、東の子分。東が店長を務めるゲームセンター「シャルル」の店員。組員時代からシャルルの店員を任されており、東城会解散後も継続している。
クイーンルージュの店長
前作に城崎さおりがキャバ嬢となって潜入した「クラブ・クイーンルージュ」の店長。前作では、城崎のドレスアップをする前の写真を見ただけで彼女の素質を見抜くという、店長としての高い素質を見せた。
前作での城崎の仕事には大絶賛しており、3年経った現在でも覚えている。1日だけでなくずっと当店にいてほしかったと言っていたとのことで、今作でも彼女を大歓迎してくれる。
3年前の当店は高級店として経営していたが、とある都合で当時のオーナーからRKに経営を乗っ取られてしまい、今作の地点ではやむなく接客の質を落として格安で提供する方針へと変わることになってしまう。
RKは稼げる人を注目するとのことで、見込みのあるキャバ嬢はRKから直接声がかかり、大金のボーナスが貰える。
ライアン・アコスタ
声 - 武田直人
前作でも登場した忍び装束の米国人。今作では忍者学校を開校するまでに至ったが、ロシア人の忍者であるボルシチ・カラシニコフが併設した忍者学校に生徒を取られていると聞き、八神に依頼を申し出る。
早乙女 陽介（さおとめ ようすけ）
前作にも登場した、早乙女月乃の兄。今作では、変態たちが脱獄したショックで月乃が記憶障害となってしまい、再び八神に依頼する。
また、前作で自らもお尻マイスターに痴漢をされた影響でトラウマを植え付けられてしまい、その話を持ち出されると悲鳴をあげるなど未だに引きずっている。

### 伊勢佐木異人町の住人たち
セイレーンのマスター
声 - 塾一久
横浜にあるバー「セイレーン」を営む年配の男性。かつて星龍会に所属した元ヤクザで、桑名とは義理の叔父の関係。
横浜の海沿いにある巨大倉庫会社の名義的所有者でもある。
サバイバーのマスター
『7』に登場したサバイバーを経営するマスター。今作も変わらず同店を経営している。
カメオ出演であり、話しかけようとしても傍らにいる女性従業員が接客を行うため、会話することは不可。
トメ
『7』に登場した鎌滝えりの祖母。『7』と同様に一番製菓の店員として出演。
シナリオには絡まないが、店員としての出演のため『7』から登場したキャラクターの中では唯一会話が可能。
イヤマ
前作にも登場した「仙薬」と呼ばれる薬を作って生活しているホームレスの老人で、「仙人」と呼ばれている。
相変わらず自らの出自を探りながら生活している一方で、今作ではとある理由から居住地を神室町から異人町に移している。
仙薬の悪用を目論むチンピラの風宮に襲われていたところを八神に助けられて再会する。
田代（たしろ）
声 - 八木岳
前作にも登場した元松金組の組員。東城会解散後はイベント会社に就職しており、プロデューサーにまで昇格している。
今作では異人町に移転したVRすごろくの主催者を担っており、知り合いを勝手にゲーム内の対戦キャラクターとして使用している。
玉井 品太郎（たまい しなたろう）
異人町内で「蜘蛛男」と称される下着泥棒。パンティ教授を崇拝しており、逮捕された彼の後釜に就こうと目論んでいる。
乱歩（らんぽ）
天沢の飼い犬。子犬の頃から天沢に探偵助手としての訓練を受けてきたために探偵活動を好み、よく家を抜け出しては街で事件の匂いを探っている。
街の住人には探偵犬として知られ、警察や保健所にも活動を黙認されている。
詳細は探偵犬を参照。
大上 基哉（おおがみ もとや）
横浜地方検察庁検事。探偵に憧れている。悪徳探偵に唆された秘書の増山により、盗聴の被害に遭う。
増山（ますやま）
大上の秘書。悪徳探偵が掲示した300万円という報酬に目が眩んで買収され、自身のぬいぐるみに盗聴器を忍ばせて大上の車に仕掛けた。本人曰く、キックボクシングをやっているという。
悪徳探偵
「電波探偵」のサイドケースで八神が追うことになる、謎の探偵。
伊勢佐木異人町で「イリーガル探偵社」を名乗って活動しており、イリーガル(＝違法)の名の通り、正規の探偵なら断るような依頼を積極的に受けている。
ストーカーからの依頼を受けて盗聴や盗撮を行う、大金をチラつかせて盗聴器を仕掛けさせる、浮気調査の結果を依頼人に報告せずターゲットを揺すって金を受け取るなど、やり口はかなり悪質。
また、依頼人とはオンラインでやりとりしたり、直に会う時もマスクやサングラスで顔を隠すなど、自らの正体を隠すための対策を徹底している。

### ユースドラマ

#### 重要人物
プロフェッサー
異人町の高校生たちの仄暗い願望を叶えてくれると言われている「非行のコンサルタント」。都市伝説的な存在と思われていたが、実在するらしく、誠稜高校の生徒たちの間でも噂になっている。正体は一切不明。
ネット上にプロフェッサーが立ち上げた秘密の裏サイトがあり、そのサイトの掲示板に願い事を書き込むと願いを叶えてくれるが、それと引き換えに非行に導かれる。これにより、今まで品行方正で真面目だった生徒までが次々と非行に手を染めており、異人町の高校生の間で密かに非行が急増しているという。また、背後に半グレがいるとの噂もある。
ユースドラマは、様々な部活やコミュニティでの潜入調査を通して、このプロフェッサーの正体を暴くことを目的としている。

#### ミステリー研究会
ミステリー好きの天沢鏡子が立ち上げた部。主な活動内容は、部室で読んだミステリー作品の批評。必要に応じて巷のミステリーを追う課外活動も行っている。部室は、校内の部室がすべて他の部で埋まっていたため、校舎1階の階段下の物置を間借りしている。顧問が退任したことで、廃部の危機に瀕している。
天沢 鏡子（あまさわ きょうこ）
声 - 髙橋ミナミ
誠稜高校3年生。ミステリー研究会の部長で、同部の設立者。学業成績は上位だが、勉強は好きではない様子。
探偵を志しているだけあって高い推理力と論理的思考力を持ち、八神たちがいじめ調査のため校内に仕掛けた隠しカメラを発見し、それを利用して八神を罠に掛け、あと一歩で盗撮魔として告発するところまで追い込むなど、探偵としての素質は高い一方、事件に関わっていると思しき人々の信頼を得るため、八神に『探偵としての力量』を理由にその人物の関係する部活や組織に潜入するように促すしたたかさを見せたり、事件や謎に対して無鉄砲なまでの好奇心と行動力を見せる。
盗撮魔の疑惑をかけられた八神から、大まかな事情を説明された上で、丁度募集していたミステリー研究会の顧問になる事を引き換えに、隠しカメラのことを黙認するように交換条件を持ちかけられ、半信半疑ながらも、八神の探偵としての素質と人間性を見極めるために、彼を同研究会の顧問に迎え、協力を仰ぎながら裏サイトに関連する事件の調査に乗り出す。
サイドケースではミステリー小説家の天沢奇譚の孫であることが判明し、死亡した祖父の事件の真相を暴くために八神に協力を申し出る。また、「乱歩」という犬を飼っており、子犬の頃から探偵犬として育てている（ただし、家から度々脱走するため手を焼いている）。
天沢 研人（あまさわ けんと）
声 - 土岐隼一
誠稜高校2年生で、鏡子の弟。ミステリー研究会の部員だが、ミステリーに興味はなく、マンガやゲームが好き。そのうえテスト前でも勉強せずにゲームをしており、赤点を取る。空手の有段者(黒帯)であり、ミス研の課外活動で用心棒をしている。元文化祭実行委員。
糸倉 古都子（いとくら ことこ）
声 - 潘めぐみ
誠稜高校2年生。不登校だが、成績優秀な優等生で本の速読やプログラミングが得意という才能に恵まれた持ち主。ミステリーが好きなようで、不登校の間も自宅でミステリーを読んでいた。美人だが、性格がきつく口が悪い時がある。
2年生でありながら、自ら立候補して文化祭の実行委員長を務めた。しかし、上級生にもズケズケと物言いをした上に周りの意見を聞かず独裁的な振る舞いをしたため、他の実行委員たちから反感を買ってしまう。
自分以外の実行委員全員からシカトされる事態にまでなり、最終的に実行委員会は内部崩壊。文化祭は前準備も当日の進行もメチャクチャになり、前代未聞の大失敗に終わった。その日以来半年間、不登校になっている。
家は母子家庭で貧しいが、成績が優秀なため授業料が免除されていた。しかし、不登校が続いたことでその授業料免除が打ち切られそうになる。
そのため、八神の説得と天沢の誘いを受けると、授業料免除の続行を条件に、ミステリー研究会の部室にだけは顔を出すようになる。後に、ロボ部の一員として桜伝斗にプログラミングの指導をするようにもなった。

#### ダンス部
体育館の地下にあるダンス室で活動している。部長の西澤を中心にダンスチーム「誠稜ラビッツ」を結成し、大会に向けて練習に励んでいる。
ダンス部員の誰かがパパ活を行っているという噂があり、その女子生徒はカモをその気にさせてお金を巻き上げ、ここぞというタイミングで姿を消すという手口を繰り返し、男たちから恨みを買っているという。
しかも、そのカモの中に半グレがおり、姿を消した女子を見つけ出して危害を加えようとしているらしい。
西園 さやか（にしぞの さやか）
声 - 近藤唯
誠稜高校2年生。ダンス部の部長で、ダンスチーム「誠稜ラビッツ」のリーダーを務めるスポ根女子。明るく元気で、努力家。前部長の柊に思いを寄せている。
小鳥遊 舞夏（たかなし まいか）
声 - 伊藤麻菜美
誠稜高校2年生。「誠稜ラビッツ」のエースであるが、最近は休みがち。元文化祭実行委員。
南 マリア（みなみ マリア）
声 - 磯村知美
誠稜高校2年生。ダンス部副部長。
滝口 きらり（たきぐち きらり）
誠稜高校1年生。ダンス部部員。
米門 カヲル（こめかど カヲル）
誠稜高校教師で、ダンス部の顧問。「誠稜ラビッツ」のダンスの振り付けを考えていたが、最近は体調不良で休みがちで、ダンス部にもほとんど顔を出さない。
そのため、部長の西園は大会での振付を考えるのに困っていた。
柊 たくみ（ひいらぎ たくみ）
誠稜高校3年生。ダンス部の前部長。
法月 百合絵（のりづき ゆりえ）
声 - 長谷川育美
美咲高校ダンス部のエース。かつてはアイドルユニット「トゥインクルズ」に所属する人気アイドルだったが、自分の踊りたいダンスを踊るためにアイドルを辞めた。西園とはダンスのライバルで、柊をめぐる恋敵でもある。

#### ロボット部
校舎4階の視聴覚準備室を部室として活動している。部員はわずか4名で、ブロックによる陣地取りゲームで競う「REロボットコンテスト」で勝つために、日夜ロボットの開発・改良に取り組んでいる。
創部以来全く成果を上げられなかったが、転校生の沖手河童夢が入部してからは彼の手腕によって大きく変化した。
異人町でロボットによるひったくり事件が発生しており、天沢は現場付近で拾った特注のボルトから、ロボット部の部員が事件に関与している疑いがあると語る。
沖手河 童夢（おきてがわ どうむ）
声 - 田丸篤志
誠稜高校2年生で、転校生。ロボ部の部長で、アジャイル担当。
高校生とは思えぬ優れたマネジメント能力とプロデューサー手腕の持ち主で、ロボットの開発工程を厳格に管理し、自分の地元の商店街からロボットの開発資金を調達している。
これにより、今まで全く実績を出していなかったロボ部に大変革をもたらしたことから「ロボ部の革新者」と称されている。
また、「最適解です」が口癖の徹底した合理主義者で、たとえ部員が反対したとしても、自分が最善と判断した選択を貫き通す。
高森 紫音（たかもりしおん）
声 - 石毛翔弥
誠稜高校2年生。ロボ部の部員で、工作担当。自分の考えを押し通そうとする独裁的な姿勢の沖手河をよく思っておらず、彼とよく衝突している。また、外部指導員となった八神のこともなかなか認めようとしない。
車崎 哲郎（くるまざき てつろう）
声 - 宮瀬尚也
誠稜高校2年生。ロボ部の部員で、設計担当。真面目でおとなしい性格で、口下手。沖手河の指示に従い、黙々と仕事をこなす。元文化祭実行委員。
桜 伝斗（さくら でんと）
声 - 内田修一
誠稜高校1年生。ロボ部の部員で、プログラム担当。引っ込み思案な性格で、沖手河からいつも「ホウレンソウをしっかりしろ」と叱責されている。
また、バグの原因をなかなか見つけられないなど、プログラム担当としても実力不足の様子。
優れたプログラムの技能を持つ糸倉古都子を尊敬しており、彼女からのプログラム指導を喜んで受けている。
芥 ゆかり（あくた ゆかり）
声 - 本居真優
誠稜高校教師で、ロボ部の顧問。ロボットを「おもちゃ」と見下しロボ部の活動を軽視しており、部員たちとの間に確執がある。そのため、ひったくりロボットの事件など何かと理由を見つけてロボット部の廃部を迫ってくる。

#### 暴走族
3年生の周防遊馬という生徒が、一夜にして暴走族集団「メイド・イン・ヘブン」の総代になってしまった。
品行方正な生徒として知られていた周防のあまりにも極端な変貌ぶりに、天沢は彼の変貌にプロフェッサーが関わっている可能性を疑う。
周防 遊馬（すおう ゆうま）
声 - 下鶴直幸
誠稜高校3年生で、メイド・イン・ヘブンの3代目総代。元文化祭実行委員でもある。
かつては風紀委員長を務めており、成績優秀かつ品行方正な生徒として知られていた。校則遵守に厳しく、校則違反を苛烈に取り締まっていたことから「風紀ハンター」と呼ばれ恐れられていた。
ところが、メイド・イン・ヘブンに所属する誠陵高校の生徒を脱退させるべく総代の赤塚に直談判しに行ったところ、デスレースで幹部たちや赤塚に瞬く間に勝利し、一夜にしてメイド・イン・ヘブンの3代目総代に上り詰めた。
「より速い奴、より度胸のある奴に従え」というメイド・イン・ヘブンの唯一のルールを絶対のもとし、部下たちに忠実に守らせている。
レースでは特別な妨害アイテムなどは使わず、八神と同じブーストや体当たりなどによる駆け引きで戦う。
中学の頃はモトクロスをやっており、類まれなる実力で少年チャンピオンにまでなった。
村崎 レイジ（むらさき レイジ）
メイド・イン・ヘブンの初代総代。異人町にあった複数の暴走族集団を1つにまとめあげた男で、その圧倒的なカリスマ性から不良たちに神格化されている。1年前に交通課とチェイスの末に事故死した。
事故死する前日、瀬山にメイド・イン・ヘブン解散をほのめかしていた。
赤塚 まさる（あかつか まさる）
メイド・イン・ヘブンの2代目総代。周防が総代となってからは副総代を務めている。
花咲 純平（はなさき じゅんぺい）
声 - 鉄平
メイド・イン・ヘブンの内部派閥「爆音雷龍」のヘッド。花火師の父親から勘当されているが、花火師としての技術は教え込まれており、レースになると盛大に打ち上げ、レース中も花火を使って妨害する。
八神の最初の強敵として立ち塞がるが、次々に部下たちが敗れて離反。さらに、交際している彼女のひよりから別れを突きつけられたことを目撃した八神は花咲を暴走族を止めさせることを決意し、レースで花咲を打ち負かし、さらに瀬山が連れてきた父親と和解。暴走族も辞めたことで交際を再開し、高校にも通っていることをのちに八神に話している。
顔に似合わず花が好きで、花の種類や花言葉に詳しい。
美奈川 リナ（みながわ リナ）
声 - 天沢カンナ
メイド・イン・ヘブンの内部派閥「レイジー・エンジェルズ」のヘッド。女性のみで構成された派閥であり、耳がいかれそうなほどの爆音を轟かせる。レース中も爆音によって自分のバイクに他のバイクが近寄れなくする妨害を行い、またスピーカーを投げて攻撃する。
死を恐れておらず、デスレースでの高尚な死こそがレーサーたちの天国「羽流原（バルハラ）」に至る道だと主張する。
レイジに好意を抱いており、その死に絶望し彼と同じ所に行きたいと願ったことが派閥の思想の原点となった。
ゴースト / 村崎 弾（むらさき だん）
声 - 眞對友樹也
メイド・イン・ヘブンの内部派閥「ゴースト派」のヘッド。常にフルフェイスヘルメットを着用しており、その素顔や正体は誰も知らない。
「より速い奴、より度胸のある奴に従え」というメイド・イン・ヘブンの唯一のルールに反感を持っており、暴力こそがチームを支配すると主張する。
そのため、レース中に躊躇なく暴力を行使する。チーム内でも恐れられている存在だが、彼を慕う者もいる。
その正体は、村崎レイジの弟の村崎弾。兄と瓜二つの顔立ちをしており、周囲から兄を重ねて見られることを嫌って顔を隠していた。
浅間 花流太（あさま かるた）
声 - 夕月ひろ
八神がメイド・イン・ヘブンに加入する時に知り合い、共に加入した男。気さくな性格で、八神を「八神っち」と呼ぶ。
レースでは弾丸を発射して攻撃し、前後のバイクにダメージを与える。
榛名 耕一郎（はるな こういちろう）
八神がメイド・イン・ヘブンに加入する時に知り合い、共に加入した男。浅間花流太の友人。
キム・ウォンスン
前作にも登場した、神室町の焼肉屋「牛遊宴」の店主。今作ではメイド・イン・ヘブンのメンバーになっており、八神の対戦相手の一人として登場する。
若い頃は赤髪のリーゼントで決めて、盗んだバイクで暴走行為をしていた。伝説の走り屋と呼ばれるほど実力は高く、「ぶっこみのキム」の二つ名で知られていたという。
引退して久しいが、引退した大人の暴走族のコミュニティでゴースト派の求道と知り合って誘われ、最近メイド・イン・ヘブンに入って再デビューした。
瀬山 幸太郎（せやま こうたろう）
NPO法人「暴走族をやめさせる会」の代表で、元神奈川県警察本部交通課長。村崎レイジの事故死をきっかけに無力感を感じ、警察を退官して「暴走族をやめさせる会」を立ち上げた。
メイド・イン・ヘブンの少年たちを更生させるべく、日々声掛け活動を行っている。強硬なやり方は好まず、対話によって少年たちを更生させようとしている。
大月 聖人（おおつき まさと）
声 - 安齋龍太
「暴走族をやめさせる会」の副代表で、神奈川県議会議員。対話重視の瀬山のやり方に対し、「甘っちょろい」と反感を抱いている。選挙の時に暴走族撲滅を公約に掲げており、公約実現のために暴走族を社会の敵として、徹底的に弾圧し撲滅しようとする。
ひより
花咲純平の恋人。ガラの悪い男たちに絡まれていたところを花咲に助けられ、そのお礼に誘った食事の席で告白されたことで付き合うようになった。いつか2人で花畑にピクニックに行くのを楽しみにしていた。
花咲への想いは本物だが、親が議員で警察にも顔が利くため、暴走族の男と付き合うことに猛反対され「これ以上交際を続けるなら警察に花咲を逮捕させる」とまで言われている。
周防の母
周防の母親。夫の浮気が原因で離婚しており母子家庭。
息子が暴走族の一員であることを否定しており、何度も直談判してくる大月や瀬山を鬱陶しく思っている。

#### 轟木拳闘ジム
異人町で「辻殴り」と呼ばれる犯人による通り魔事件が頻発している。狙われるのは質の悪いチンピラばかりで、一方的に決闘を申し入れた上で完膚なきまでに叩きのめしている。
天沢は、その「辻殴り」の正体が轟木拳闘ジムに通う誠稜高校2年生・押切拳也ではないかと疑う。
押切 拳也（おしきり けんや）
声 - 前田誠二
誠稜高校2年生。関西弁を話す少年で、校外のボクシングジム「轟木拳闘ジム」に通っている。因縁をつけられることが多く、異人町では名の知れた不良。元文化祭実行委員。
元空手部であり、黒帯の先輩を全員倒し学ぶことがなくなったため退部。天沢研人とは友好的で、先輩から助けたりマンツーマンで空手を教えたことがある。
ボクシング初心者にもかかわらず、当時ジム内で最強だった美樹本をあっさり倒してしまうほどの才能の持ち主で、会長である轟木からは「怪物」と称される。しかし強烈な攻撃を受けるなどして「スイッチが入る」と加減も歯止めも効かなくなってしまう悪癖があり、美樹本を必要以上に叩きのめしたことが原因で轟木からスパーを禁じられている。
八神のカンフーにも興味を示し、教えられたその場で基礎を習得するなど、格闘全般に優れた才能と貪欲な学習意欲を持っている。一方で何かに異常に怯えた様子を見せており、八神は歯止めの効かない性質や強さへの貪欲さがこの恐れに起因する物と見ている。
轟木 豪（とどろき ごう）
声 - 間宮康弘
轟木拳闘ジム会長。竹刀片手に暴言で選手を怒鳴り散らして徹底的にしごき上げるタイプの指導者。元極道や前科者を会員として指導しており、前科のない堅気の入会は原則として認めない。
元東洋太平洋（アジア・オセアニア）ライト級王者という経歴があり、赤いジャージの下にはチャンピオンベルトと高齢ながら衰えない筋骨隆々の身体を隠している。
実は、鬼岳と同じく元々はかなり素行が悪かったが、ボクシングがきっかけで更生したとのこと。ボクシングをスポーツとして楽しむことを通して会員の社会復帰を願っているが、指導は非常に乱暴で、負けた選手に体罰を加えて罵倒するなど前時代的なやり方が目立つ。
また、会員にジム外での堅気への暴力を厳しく禁じるなど、ジムの運営者としての良識も持ち合わせている。
八神に対してボクシングの指導をしてくれる人物でもあり、現金を支払えばスキルを伝授してもらえる。
鬼岳 嶽（おにたけ がく）
声 - 影山貴広
轟木拳闘ジム所属のミドル級8回戦のプロボクサー。東城会系の元極道で、組織では鉄砲玉を務めていたが、東城会の解散をきっかけにボクシングを始めた。
元極道という前科があって絶望していたが、自分のボクシングを見て観客が喜ぶところを見て、ボクシングの楽しさを知ったとのこと。
拳銃や短刀を用いていた鉄砲玉らしく荒々しい一面もあるが、八神に負かされた際には敗北を恥じずに相手を認めるという、広くおおらかな一面も見せた。
佐久馬 千弦（さくま ちづる）
声 - 清水秀
かつて轟木拳闘ジムに所属していたボクサーで、現在はオーストラリアを拠点に活動するクルーザー級東洋太平洋12位のランカー。リングネームは「ランサー千弦」。
轟木にとっては手塩に掛けて育成した一番弟子だったが、ジムを辞めてから裏切り者呼ばわりされている。
半年ほど前に、日本クルーザー級のタイトルマッチに挑戦した際に無惨に敗北した。そのことで轟木から酷く叱られ、引退届の紙を用意してまで書くようにせがまれた。
轟木のことは元々尊敬していたとのことだが、この敗北の際の叱責によって、流石に不快になってジムを辞めて海外に移ったという。
荒々しい轟木の元に所属していた凄腕のボクサーながら陽気な性格で、相手を観察して正しい発言ができる冷静さも併せ持つ。
美樹本にとっては先輩にして中々友好的な関係だったらしく、彼がボクシングを辞めた際は、チンピラみたいになってショックだったとのこと。
美樹本 尊（みきもと たける）
声 - 手塚ヒロミチ
轟木拳闘ジム所属のボクサー。高校時代に三冠を獲得してプロデビューし、無敗のままライト級日本1位まで上り詰めたことで天才とまで持てはやされた。
佐久馬によると、自身含めたボクサーたちが苦難の練習を重ねてようやく身につけられるようなことでも、この美樹本はあっさりとできてしまうほどの才能であったという。
しかしタイトルマッチ直前に押切拳也とスパーリングして敗北した。その圧倒的な強さに加えて轟木が口汚く罵倒して引退届を突きつけたことで心が折れてしまい、ジムに顔を出さなくなった。
その後、闇金の取り立てで生計を立て、かつての仲間であった鬼岳の借金返済のためにジムへ出入りするようになる。
押切 不動（おしきり ふどう）
声 - 小上裕通
元近江連合系押切組の二代目組長で、拳也の父親。暴力も殺人も何でもありの武闘派の組で、息子をその後継ぎにすべく、幼いころから拳也にあらゆる殺人術を仕込んだ。
また、覚えた殺人術を確かめるため、組員相手の殺し合いに近いタイマン勝負を何度も強制した。
拳也が中学生の頃に近江連合が解散したが、その時に拳也と母親が共に自分の元を逃亡。それを知ると怒り狂い、今も当時の組員を使って日本中で拳也を探し回っている。

#### eスポーツ部
校舎4階のパソコン室を部室として活動している。格闘ゲーム『バーチャファイター』の腕を日々磨いている。
先日の練習試合で三本松がスター級の実力者に圧勝しており、その試合でチートを使用した疑惑がもたれている。
しかも、試合用の端末に搭載されていた「チート検出ソフト」による検知を回避していたことから、今のeスポーツ部のレベルを超えた高度な技術が使われており、背後にプロフェッサーが関わっているという噂もある。
三本松 弦也（さんぼんまつ げんや）
声 - 武田直人
eスポーツ部部長。部員たちにeスポーツの練習のために勉強禁止を命じるほど、eスポーツやゲームに対して熱い思いを持っている。元文化祭実行委員。
魚住 克人（うおずみ かつひと）
藤原 真来斗（ふじわら まきと）
吉葉 信也（よしば しんや）
eスポーツ部の部員で、部長の三本松を含めて「四天王」を名乗る。
土岐 マチオ（とき マチオ）
誠稜高校1年生。eスポーツ部の部員。天沢研人とはオンラインゲーム友達。ミス研に、eスポーツに掛けられているチート使用疑惑の調査を依頼しに来た。
尾谷 寿明（おたに としあき）
誠稜高校新聞部員。eスポーツ部のチート使用疑惑を追っている。
笹本 美智子（ささもと みちこ）
誠稜高校PTA会長。eスポーツを含むゲームを快く思っておらず、何とかしてeスポーツ部を潰そうとしている。三本松からは「ゲームを弾圧する魔王」と呼ばれている。

#### ガールズバー
誠稜高校の生徒が、年齢を偽ってガールズバー「Girl's Bite（ガールズバイト）」に出入りしているという噂が立っている。
しかも、その生徒は店の人気No.1の店員に「プロフェッサーの正体を知っている」と語ったらしい。
ただ、その店員はとても口が堅く、しかも興味のない客は相手にしない気まぐれな性格で知られており、彼女から情報を聞き出すのはかなり難しいという。
望月・S・エミリ（もちづき・スージー・エミリ）
声 - Lynn
Girl's Biteの店員。英国出身の24歳。父親が英国人で、母親が日系米国人。身長170cm。趣味はファッションと二度寝・昼寝。日本語が堪能で、むしろ英語のほうが苦手。
明るく天真爛漫な女の子で、店ではNO.1の人気を誇っている。ただ、気まぐれな一面があり、自分が興味を持った客しか接客せず、興味のない客に関しては名前も憶えない。
また、とても口が堅く、客から聞いた話は決して他の客には漏らさないという。
Girl's Biteに出入りしていた誠稜高校の生徒からプロフェッサーの話を聞いており、それを聞き出すためにバーにやってきた八神と出会う。
最初は八神に全く興味を示さず、名前も覚えずに「ナカタ」とあだ名を付けたが、他の店員と打ち解けていく八神に次第に興味を抱き、自ら接客するようになる。
その後、新・京浜同盟に命を狙われたところを八神に助けられ、彼を気に入るようになる。
川崎 春子（かわさき はるこ）
Girl's Biteの店員。大学2年生。旅行が好きな女の子で、学生のうちに海外旅行に行き、様々な国の文化を見てみたいと思っている。また、今のうちに色々な経験を積んで見識を広げたいという、高い意識を持っている。
お酒が強く、学校のサークルの飲み会でもいつも最後まで生き残り、まず酔いつぶれることない。
異人町で一人暮らしをしているが、堅物の父親の反対を押し切って実家を出てきており、父親と長い間まともに会話していない。
青山 みう（あおやま みう）
Girl's Biteの店員。非常に独特な言葉づかいで話す女の子。半年前にデビューした地下アイドルであり、ライブでの人気は高く、ファンも多い。
ストーカーに覗かれているのか、私生活が細部に至るまでSNSで筒抜けになっており、悩んでいる。
奈良 綾葉（なら あやは）
Girl's Biteの店員。パリピを自称する陽気なギャル。ガールズバーのオリジナルカクテルの考案を主導している。
実は特撮「キャプテン・ポリス」の熱狂的ファンで、円盤やグッズをコンプリートしているほどの筋金入りのオタク。
森・H・金太郎（もり・ハッピー・きんたろう）
Girl's Biteの常連客。ガールズバーでの遊び方や、今の八神の常連度などを教えてくれる。
川崎（かわさき）
Girl's Biteに上司の部長と共にやってきたサラリーマン。取引先にミスの謝罪をするための出張で異人町に来ており、その帰りに別の店で飲んだ後にGirl's Biteに立ち寄った。
実は店員の春子の父親だが、酔っていたせいか、目の前の店員が娘であることには気づかなかった。一人暮らしに反対したことで春子からは堅物と思われているが、内心では自立を望む娘の意志を尊重したいと思っている。いつか春子と晩酌することを、ずっと夢見ている。
芦原 キズナ（あしはら キズナ）
誠稜高校の生徒。不良生徒で、新・京浜同盟とも交流がある。年齢と名前を偽って「Girl's Bite」に通っていたが、自身が誠稜高校の生徒であることを漏らしてしまい高校に報告される。またその際「プロフェッサーの正体を知っている」とも語ったため、ミス研および八神がガールズバーと関わるきっかけとなった。

#### スケボーコミュニティ
誠稜高校の外壁に、突如プロフェッサーのグラフィティが出現した。
描いたのは誠稜高校3年の敷島慎之介という生徒らしく、彼は大人しい子だったが突然スケボーグループ「異人町ハウンズ」に所属し、プロフェッサーのグラフィティをあちこちに描くようになったという。
敷島 慎之介（しきしま しんのすけ）
声 - 武田直人
誠稜高校3年生。スケボーグループ「異人町ハウンズ」メンバー。
大人しくて目立たない生徒だったが、突然異人町ハウンズに所属し、街のあちこちにプロフェッサーのグラフィティを描くようになった。
彼が描くグラフィティは、対立グループ「ブルーキング」のステンシルを上から塗りつぶして描いている。元文化祭実行委員。
千代田 鉄太（ちよだ てった）
異人町ハウンズと対立関係にあるスケボーグループ「ブルーキング」のリーダー。正体が露見したことで異人町ハウンズ入りを拒否された八神を、ブルーキングにスカウトする。
家守 海来（いえもり みくる）
誠稜高校教師。ミステリー研究会の元顧問で、結婚を機に退任していた。しかし、元教え子の敷島がグレたと聞いて心配になり、戻ってきた。
三井 悠斗（みつい ゆうと）
スケボーグループ「異人町ハウンズ」メンバー。敷島とは仲がいい。

#### カジノ
2年生の早川琥珀という女子生徒が、異人町にある秘密のカジノに出入りしているという。そのカジノは会員制で、さらに未成年者の入店は不可能。
そのため会員証を偽造していると思われるが、偽造には高度な偽造技術を持った人間の協力が必要。そのため天沢は、早川の陰にプロフェッサーの存在を疑う。
早川 琥珀（はやかわ こはく）
声 - 秋田知里
誠稜高校2年生で、ボードゲーム部所属。高校生でありながら、秘密のカジノへ出入りしているとの噂が流れている。他人の感情を的確に読み取れる力を持っており、その力でカジノで荒稼ぎしているらしい。

#### 写真部
理科準備室を部室として活動している。毎回テーマを決めて写真撮影を行っており、今回は「非行」をテーマにしている。
最近異人町で増えている高校生の非行を撮影し、本人に反省を促そうとしており、最終的にはプロフェッサーの姿を写真に収めようとしているという。
鳥辺 芽依（とりべ めい）
誠稜高校2年生。写真部部長。三つ編みの髪型と眼鏡が特徴の、真面目そうな女子生徒。難解な哲学用語を交えて会話する。また、写真撮影のためなら、天沢以上の無鉄砲ぶりと行動力を発揮する。
非行に走る生徒の姿を撮影し、本人にその客観的な姿を突き付けることで、非行生徒たちを悔い改めさせることができると主張する。プロフェッサーの姿を写真に収めるのが目標。
前部長の氷川の思想に強く影響されており、彼を「師匠」と呼んでいる。
氷川 貫斗（ひかわ かんと）
誠稜高校3年生。写真部の前部長。写真を通じた哲学に傾倒しており、難解な哲学用語を並べて話す。元文化祭実行委員。
才賀 浩樹（さいが ひろき）
誠稜高校の社会科教師。妻子持ちでありながら3年生の女子生徒と不倫しており、そのことである人物から脅迫を受けた。
町川 森子（まちかわ もりこ）
誠稜高校3年生。妻子持ちである社会科教師の才賀と不倫していた。

#### 新・京浜同盟
葛西 拳太（かさい けんた）
声 - 鉄平
元・四天王。サングラスにパンチパーマ、上下スウェット姿とヤンキー然とした出で立ち。
かつて神室町で因縁をつけてきた人物で、前作では幹部の中で一番最初に出会ったのだが、それにもかかわらず今作では八神からは完全に忘れられていた。
虎牙は新・京浜同盟を立ち上げてから異人町で元メンバーを再集結していたが、この時葛西は声をかけられていなかった。しかし後に虎牙に使われていたことから、無事に声をかけてもらえた模様。
暴走族のメイド・イン・ヘブンとは知り合いで恐れている。今作では、どこの自動販売機の下に硬貨が落ちているか詳しくなったとのこと。
本田 錬司（ほんだ れんじ）
声 - 中務貴幸
元・四天王。屈強な体格をした無類の喧嘩好きで、京浜同盟には強い相手と戦うために参加し、現在も殴り合うことを生き甲斐としている。
今作では、異人町で密かに行われている地下格闘技大会「幻武会」の主催者になっている。押切不動とは馬が合う様子。
阪木葉 海人（さかきば かいと）
元・四天王。食べることが好きなのんびり屋で肥満体型。京浜同盟の資金源を失ったことでここ数年ひもじい思いをしていたらしく、八神に対する憎しみは高い。
京浜同盟だった頃は食事を餌に活動をしており、新・京浜同盟になってからは、プロフェッサーのお陰でまた食事ができるようになったらしく、それ故にプロフェッサーに対して忠義的。
しかしプロフェッサーは虎牙としか連絡を取らないため、阪木葉はプロフェッサーの正体を知らない。
また、サイドケースでは八神の悪評を広めるために彼に変装して悪事を行う。
虎牙 松久（こが まつひさ）
声 - 村井雄治
元・四天王。計算高くビジネスマンを思わせる外観をしており丁寧な口調で話す。
一見すると礼儀正しいが、華麗な身のこなしで戦闘を行い平然と拳銃を扱う危険な人物で、金を稼ぐなら汚い手段も厭わず、礼儀正しい見た目も慇懃無礼で表面上に過ぎない。
京浜同盟だった頃は四天王の中でも最大の派閥を持ち、武器密売組織「虎牙商会」の代表として京浜同盟の資金源としても担うなど、盟主とも言える立場だった。
今作でも新・京浜同盟の発起人にして事実上の盟主。しかしプライドが高いながら、どういうわけか自らプロフェッサーに服従して配下になっている。
昔は水泳部で水泳に青春を捧げていたらしい。

### 変態四重奏（へんたいカルテット）
パンティ教授
声 - いとう緑茶
変態四重奏の一人で、変態三銃士のメンバーでもある下着泥棒。前作と同様に白衣を纏った姿をしている。
ドローンを用いて特定の柄のパンティばかりを狙い、その匂いに対する異常な執着心を持つ。
今作ではマリ姉のパンティを盗んだ他、教え子たる部下たちを纏っており、彼らによるとパンティ教授の嗅覚はかなり優れるらしく、教授の研究は変態の文化に大きな発展をもたらすとのこと。
正体は本物の大学教授で、人間の嗅覚を専門に研究している名の知れた研究者。警察の下着泥棒の捜査に協力してアイドルの下着の匂いを分析したことがきっかけで、自分の変態性に気付きパンティ教授として覚醒した。
お尻マイスター
声 - 山崎興啓
変態四重奏の一人で、変態三銃士のメンバーでもある痴漢。元アスリートという経歴を悪用して女性の臀部を触って筋肉の質を分析し、一方的に向いている競技をアドバイスするという稀有な嗜癖を持つ。
今作では新たに「変装術」を習得しており、脱獄の際にもこの能力が発揮された模様。八神が調査した際には、神室町のマスコットキャラ「カムロップ」の着ぐるみを着て顔を隠した状態で女性の臀部を触るという手段に出ていた。八神に見つかった際には、同じくカムロップの姿をした部下たちを使って足止めし、その隙に逃亡した。
前作で月乃と間違えて陽介の尻を触ったことがトラウマになり、触覚が鈍化。そのため、触覚細胞が死んだとして陽介に対し訴訟を起こそうとする。しかし、45日に渡る瞑想の後、むしろ触覚が以前より敏感になっていることに気付き、訴えを取り下げた。
デバガメ判事
声 - 武田直人
変態四重奏の一人で、変態三銃士のメンバーでもある覗き魔。金髪の白人男性。サーマル暗視機能や望遠機能などが搭載された超高性能なゴーグルを装着し、超人的な身体能力で壁面をゴキブリのように這いまわる。その能力でラブホテルにてカップルの性行為を盗撮し、その内容が有罪かどうかを自己基準で審理した挙句、有罪と判断するとインターネット上にアップロードする行為を繰り返す。
今作では新たに、壁面の色に合わせて服装を変えることで背景に溶け込む「擬態能力」を身につけており、脱獄の際にもこの能力が発揮された模様。さらに、擬態用の服装にある飛膜でムササビのように滑空するという能力も身につけており、これで自分を叩き落とそうとした八神の攻撃を回避しつつ逃亡している。
正体は夢破れた司法試験浪人であり、性に関する事件の公判を傍聴し続けた結果、性の乱れを憂うと同時に歪んだ思想を抱くようになり、自らがジャッジすべきという使命感に目覚めてデバガメ判事となった。
ジャイアント・インパクト
変態四重奏のリーダー格で、「変態王」と称された露出狂。正体は81歳の老人だが、そうとは思えないほどの筋骨隆々の肉体と規格外の巨根の持ち主で、その堂々たる肉体に仮面と股間に大きな葉のみを身につけている。
脱獄後は三銃士とは違って表には出ずにいたが、月乃を拉致した後はカムロシアターの街頭ビジョンをジャックして変態三銃士と共に出演し、「変態の独立国家」を築くことを宣言する。
変態たちの発言からいまだに童貞であることが発覚しており、それをこの年齢まで貫いたがために類まれなる妄想力を維持しているらしい。

### その他の登場人物
東京地方裁判所の裁判長
声 - 山内健嗣
東京地方裁判所判事。前作で描かれたすべての裁判にて、裁判長を務めていた。今作でも江原の痴漢事件の第一審において裁判長を務めるが、判決言い渡しの際、江原の突拍子のない発言に困惑した。
また、前作で変態三銃士とG.Iが逮捕された際にも裁判長を務めていたことが発覚するが、司法の場においても変態道を貫く彼らの振る舞いには大層舌を巻いた模様。
東京高等裁判所の裁判長
声 - 西村太佑
東京高等裁判所判事。物語の終盤で開かれる、江原の痴漢事件の控訴審において裁判長を務める。
服部 耕（はっとり こう）
前作に登場したフリーライターで、八神とは旧知の間柄。
今作では、物語の終盤で開かれる、江原の痴漢事件の控訴審の際に傍聴人としてのみ登場。カメオ出演でありセリフはなし。
シン・アモン / 亜門 新（あもん しん）
すべてのサイドケースをクリアすると決闘を挑んでくる、「龍が如く」にも登場する亜門一族の一員。前作で敗北を機に修行し、八神に再戦の果たし状を申し出る。
亜門 十三（あもん じゅうぞう）
亜門新の双子の兄。新が八神に再戦を挑もうとしたところに突如現れて八神と闘う。

## 舞台
神室町
前作や『龍が如く』シリーズお馴染みの、新宿にある東京最大の歓楽街。およそ400m四方に多数の飲食店や風俗店などの施設が立ち並び、活気に満ち溢れている。
今作では東城会は解散しているが、それに代わって半グレ集団「RK」か台頭しており、相変わらず治安は悪い。モデルは新宿の歌舞伎町。
伊勢佐木異人町
『龍が如く7』から登場した横浜周辺の歓楽街。モデルは横浜市西区・中区で、その内の桜木町と日ノ出町から伊勢佐木町までを織り交ぜたような街並みになっている。神室町の3倍近くの広さを誇り、9つのエリアに分けられている。
マップは『7』から手が加えられており、本作の重要部分である『誠稜高校』もこの街にある。
私立誠稜高等学校
伊勢佐木異人町にある私立高校。生徒数は600人ほどで、学校の方針として文化部・運動部問わず部活動に注力している。進学校ではあるものの、一部生徒の問題行動が目立つため、街では悪評も立っている。

## 登場組織
八神探偵事務所
弁護士を辞めた八神が神室町で立ち上げた探偵事務所。浮気調査や人探しなどの他、逃げたペットの捜索や借金の取り立てなど、探偵とは名ばかりの便利屋として様々な仕事を請け負っている。
メンバーは2人だが、八神と海藤が極道での問題を潜り抜けてきたこともあり、所長の八神曰く「そっち系に強いのが売り」だと言っている。また、八神は「何よりも依頼人の心に寄り添う探偵事務所」だとも語っている。
株式会社横浜九十九課
九十九誠一と杉浦文也が伊勢佐木異人町で立ち上げた探偵事務所。所長の名前の「九十九（つくも）」とは違い「九十九課（きゅうじゅうきゅうか）」と読む。異人町での八神たちの活動拠点となる場所。
看板、内装、家具類など八神探偵事務所に酷似している箇所が多い。
源田法律事務所
かつて八神が所属していた弁護士事務所。神室町で長く弁護士業を営んでいる。土地柄と所長の源田の個人的な縁もあって、極道がらみの案件を何度も経験しているほか、ぼったくり店などへの対処にも明るい。
RK
東城会解散後に神室町で台頭してきた半グレ集団。リーダーは元東城会系組員の相馬和樹。「RK」は「Red Knife」の略称。
元極道やグレた堅気たちを積極的に勧誘して勢力を拡大しており、極道なき神室町で裏社会掌握の隙を狙っている。
正式な構成員は50人程度だが、関連人物を含めると約2,000人もの人員を誇る。能力に応じて構成員をA〜Fのランクに分けており、大抵はFランクから成果を上げて出世していくが、元東城会組員はBランクからのスタートが認められている。
横浜流氓（はんぴんりゅうまん）
『龍が如く7』から登場した、伊勢佐木異人町を拠点とする中国系マフィア。「白面」と呼ばれる白い仮面を着用した殺し屋集団を有しており、金次第では暴力や殺しも請け負う。
ネットの闇営業で仕事を受注しているため、その気になれば誰でも匿名で白面を雇うことができる。そのため、メンバーが雇い主の正体を知らない場合も多い。
コミジュル
『龍が如く7』から登場した、伊勢佐木異人町を拠点とする韓国系マフィア。
東城会
関東最大の広域指定暴力団であったが、近江連合と共に『龍が如く7』の終盤にて解散する。本作でも同じ世界観を共有しているため、既に東城会は存在していない。
しかし、残党は今も神室町にとどまっており、堅気として生きる者もいれば、犯罪行為に手を染め市井の人々を食い物にする輩も存在する。
新・京浜同盟
前作に登場した半グレ集団「京浜同盟」が、伊勢佐木異人町で再び勢力を拡大して組織された集団。
前作では八神たちに追い詰められて素行を通報されながらも、警察からは逃げ延びていた。しかしその後、京浜同盟は資金源と居場所を失ったことで徐々に壊滅していき、神室町から出ていくことになった。
その後、逃げ延びた先の異人町でプロフェッサーと出会い、その協力者として裏で支援を行いつつも勢力を巻き返す。その後は組織名を「新・京浜同盟」と改めて活動を再開する。
轟木ボクシングジム
異人町内にあるボクシングジム。ジムの会員は前科者や元ヤクザばかりで、基本的に前科のない堅気の入会は断られる。会員への罵倒や体罰は日常茶飯事であるため、トレーニングは極めて過酷。
メイド・イン・ヘブン
異人町最大規模を誇る暴走族チーム。深夜になると高速道路で「デス・レース」と呼ばれるルール無用のバイクレースを開催している。チームは一枚岩ではなく、様々な派閥が入り乱れており持つ。
イリーガル探偵社
異人町に巣食う悪徳探偵が経営する探偵事務所。社名通り盗聴や盗撮といった違法行為を平気で行う一方で、依頼人には絶対に顔を見せないといった用心深さを持つ。
変態四重奏（へんたいカルテット）
前作に登場した性犯罪者「変態三銃士」とG.Iが手を組んで結成されたグループ。前作で八神によって全員が逮捕されて刑務所に収監されたが、それでも自らの所業を一切反省することなく脱獄し、神室町に逃げ込んだ。
再び犯行に及ぶ一方で、神室町に「変態の理想国家」を築き上げる野望を抱いており、計画実現のために暗躍する。なお、自分たちを逮捕した八神のことを全員が覚えており、手駒を引き連れていたり逃走手段を身に付けているなど以前よりも性質の悪さが増している。
逮捕後に裁判にかけられても動じることなく、終始傍若無人な態度や振る舞いを崩さなかったために司法関係者を困惑させたが、日本全国の変態たちから狂信的とも言える支持を得るようになった。

## 楽曲
- 主題歌：jon-YAKITORY feat.Ado『蝸旋』[2]

## DLC『海藤正治の事件簿』
2022年3月28日よりDLCとして配信が開始された、海藤正治を主人公とする追加ストーリー。時系列は本編『裁かれざる記憶』の後に位置し、八神が出張で不在中の神室町が舞台となる。

### ストーリー
八神探偵事務所の調査員・海藤正治は、所長の八神が出張で不在の中、暇を持て余していた。最近神室町で悪徳探偵による被害が増加したことで、神室町で探偵の評判が悪くなっており、八神探偵事務所もその煽りを受けていたのだった。その夜、東徹や杉浦文也といった知り合いの面々を飲みに誘うもののすげなく断られ、暇に耐えかねた海藤は馴染みのバー「テンダー」に顔を出す。すると、テンダーのマスターから、報酬2000万円というデカい人探しの依頼の話が舞い込む。依頼主は、今話題沸騰中のメガベンチャー企業のCEO・貞元響也。翌日、海藤は事務所で響也に会い、詳しい依頼内容を聞く。
依頼内容は、亡くなったはずの妻の捜索だった。妻は2年前に自宅に遺書を残して失踪し、その後に千葉県の山中の河原で見つかった腐乱死体のDNAが妻のものと一致したことから、妻は自殺と断定されたという。ところが、最近神室町で妻によく似た女性が目撃されたと聞き、妻が生きているのではないかと考え、捜索を依頼に来たと語る。そして、響也は妻の写真を差し出すが、海藤はその写真を見て驚愕する。彼の妻・貞元美希子は、自身がかつて恋人として交際していた女性だったのだ。海藤にとって美希子は、一時は結婚まで考えた、これまでの人生で最も愛した女性だった。響也は、かつて神室町で美希子と共に暮らしていた海藤ならば美希子を探し出せると考え、海藤に依頼に来たのだった。
15年前、松金組は対立組織と緊張状態にあった。松金組長が対立組織の銃撃を受けて大怪我を負い、海藤を含む松金組の組員たちは報復を考えていた。海藤も復讐に燃え、対立組織に命がけのカチコミを行う覚悟だった。当時交際していた美希子は、海藤がカチコミに向かうことに猛反対した。しかし、海藤はそれを押し切ってカチコミに向かい、それがきっかけで二人の交際には終止符が打たれた。
美希子が自殺したという話に海藤は動揺するが、自分は不適任だと言って依頼を断ってしまう。その後、東から「店員の女性がチンピラに絡まれているから助けてほしい」との連絡を受けて、海藤は東が経営するゲームセンター「シャルル」に向かう。そこでは、チンピラに絡まれた店員の女性をかばい、赤い髪の少年がチンピラと対峙していた。海藤がチンピラを撃退すると、少年はずっと海藤を探していたと語り、一緒に母親を探してほしいと願い出る。その少年・貞元准は、貞元響也と美希子の息子だった。海藤は准の頼みを渋るが、准が美希子の日記の内容から海藤が実父の可能性があると語ると、八神探偵事務所に准を連れて行き詳しい話を聞く。そして、母親に会って自分の父親が響也と海藤のどちらなのか真実を確かめたいという准の意志を汲み、准と共に美希子の捜索に乗り出す。
しかし海藤は、美希子とその家族が底知れない深い闇と絶望に巻き込まれていることを、この時はまだ知る由もなかった。

### ゲームシステム

#### 調査アクション
八神とは違い、自らが持つ野生の勘を活かした能力を調査に使う。
海藤アイ
常人離れした視力により、僅かな異常でさえも見つけ出す能力。また、思い出の場所にある「光」を凝視することによって、新たなスキルを閃く力を持っている。
海藤ノーズ
常人離れした嗅覚を活かし、臭いの出所や種類を識別する能力。
海藤イヤー
常人離れした聴力を活かし、普段は聞こえない音をも聴き取ることができる能力。
『LOST JUDGMENT：裁かれざる記憶』で八神が行えた調査アクションのうち、尾行・チェイス・サーチモード・証拠提示・スティールは海藤が行うことも可能。
スティールでは特製ボールを制作して投げることはできないが、扉でノックをすると扉を開けた敵に扉を用いて攻撃を行って倒す「ノック＆ダウン」というアクションを行うことができる。
また八神では敵に見つかると即ミッション失敗となったが、海藤では敵が警察官でない場合にのみ、捕まっても操作が上手く決まれば反撃で倒すことが可能。
操作は変わらないが、敵を背後から一撃で倒す動作が八神では首を締めて無力化する「締め落とす」という動作だったのに対して、海藤ではこちらを振り向かせてから瞬時に顔面に強打を与える「殴り倒し」になっているなど、画面や行動の名称の違いも存在する。

#### バトルアクション
カチコミ
勢いに乗せた攻撃が主体のスタイル。
敵の攻撃を捌いて隙をつくりだす「ハジキ」や、軽い攻撃を喰らっても怯まずに割り込みつつ反撃を行う「根性反撃」といった特殊能力を持つ。
テッパン
周囲の敵の攻撃を耐え忍びながら戦うスタイル。
その場で踏ん張ることで敵の攻撃を跳ね返す「ジャストテッパン」や、自身の近くにバイクなどの重量物があるとそれを振り回しつつ攻撃することができる「即武器攻撃」といった特殊能力を持つ。

### 登場人物

#### 主要人物
海藤 正治（かいとう まさはる）
声 - 藤真秀
八神探偵事務所の調査員で、本ストーリーでの主人公。八神が出張で不在の間、事務所の留守番をしている。
テンダーのマスターを通じて報酬2000万という大きな人探しの依頼を受けることになるが、依頼人の貞元響也から詳細を聞き、探し人がかつて愛した女性である美希子だと知り動揺。一度は依頼を断るが、その後に美希子の息子の准に出会い、准の思いを汲んで美希子の捜索に乗り出す。
貞元 美希子（さだもと みきこ）
声 - 宮島依里
貞元響也の妻。旧姓「夏目」。2年前に自宅に遺書を残して失踪し、後に千葉県の山中の河原で見つかった腐乱死体のDNAが美希子のものと一致したことから、滝から飛び降りて自殺したとされていた。しかし、神室町で最近、彼女によく似た女性が目撃されている。
曲がったことが許せない正義感の強い性格で、自分が正しいと思うことのためならヤクザ相手にも一切ひるまない男勝りな女性。護身術を得意としており、必要とあらば暴力にも対処する。
15年前に海藤と交際しており、海藤がこれまでの人生で最も愛した女性。結婚まで考えていたが、海藤が自分の猛反対を押し切ってまで対立組織へカチコミに行ったことで、海藤と別れることになった。
幼い頃に実の両親を事故で無くし、妹の真帆と共に夏目家に養子として引き取られ育てられた。そのため、恩人である養父母と共に、唯一の肉親であった真帆を心から愛していた。だが、14年前に実家が放火され、養父母と真帆を失ってしまう。
貞元 准（さだもと じゅん）
声 - 新祐樹
貞元響也と美希子の息子。中学2年生の14歳。反抗期真っ盛りで、髪を赤く染めて学校にもろくにいかない典型的な不良少年。父親への反発心から家出を繰り返している。
不良ぶっているが、実際は弱い者いじめや曲がったことが許せない、母親譲りの強い正義感と義侠心の持ち主。
美希子から教わった護身術を得意とする。また、響也の行き過ぎた教育が原因で極度の刃物恐怖症になっており、刃物を見ると途端に頭が真っ白になって気絶してしまう。
大事な人を守れるようになるために強い男になりたいという夢があり、海藤の強さに憧れてからはヤクザになりたいとも言っている。
美希子の日記を見て、美希子が海藤と別れてすぐに妊娠したことから海藤が実父かもしれないと考え、響也への不信感と海藤の憧れも相まってそれを信じている。
神室町では、持ち前の正義感と喧嘩っ早い性格で、街の人を困らせているチンピラに度々喧嘩を売っている。
貞元 響也（さだもと きょうや）
声 - 小西克幸
IT系メガベンチャー企業「イマージュインタラクティブ」のCEO。美希子の夫で、准の父親。学生時代に起業し、日本を代表する大企業にまで育て上げた、かなりのやり手。
妻の美希子を深く愛しており、2年前に自殺してDNA鑑定でも遺体は美希子だと結果が出ていたが、それでも美希子の生存を信じ続けている。
かつて美希子と交際していた海藤が神室町で探偵をやっていることを事前に知っており、2年前に自殺した美希子を探して欲しいと、丁寧かつ悲痛な態度で海藤に依頼する。
息子の准は仕事の忙しさにかまけて放任気味で、親子関係は上手く行っていない。
ナイフを集めるのが趣味で、自宅にはコレクションのナイフが沢山ある。以前、准がそのナイフで遊んでいるのを発見すると激怒し、准の腕にナイフで傷をつけて刃物の怖さを教えるという行き過ぎた教育を行い、准が刃物恐怖症になる原因を作った。
白樺 康隆（しらかば やすたか）
声 - 佐々健太
千葉の片田舎にある「白樺診療所」の医院長。診療所はあまり患者が訪れない山間の別荘のような場所で、そこで悠々自適に一人暮らしを楽しんでいる。
丸メガネと青髭が特徴の中年男性で、本人曰く、これまで女性と付き合ったことがない。
貞元美希子の手がかりを握っているようだが、診療所を訪ねて来た海藤を警戒している。

#### 馬頭探偵事務所
五十嵐 昌夫（いがらし まさお）
声 - 武田太一
「馬頭探偵事務所」の主任カウンセラーで、元東城会系「馬頭組」若頭。
夜逃げ人の捜索やストーカーによる調査依頼など、普通の探偵なら断るような面倒な案件を格安に引き受ける。
しかしその実態は依頼人や関係者を強請って違法な金額を要求する悪徳探偵であり、最近の神室町での探偵の評判悪化の元凶。
しばしば海藤と対立するが、全く悪びれることなく「お客様満足度は80％以上」と豪語する。
千田 四郎（せんだ しろう）
声 - 奈良徹
「馬頭探偵事務所」の調査員で、元東城会系「馬頭組」若頭補佐。狡猾な男で、組員時代は若くして若頭補佐にまでのし上がった。
調査を使っての脅しはもちろん、場合によっては暴力も厭わず、執拗に相手を追い詰める。
押切 不動（おしきり ふどう）
声 - 小上裕通
『裁かれざる記憶』にも登場した元近江連合の三次団体武闘派組長。
千田は「殺しの不動」と呼んでおり、数人がかりのプロボクサーですら簡単に退けてしまうほどの強さを誇る。
近江連合が解散したことで求職していたらしく、その強さを見込まれて馬頭組に用心棒として雇われている。

#### 紅蓮会
剣持 秋介（けんもち しゅうすけ）
声 - 中村大志
新宿を拠点とする半グレ集団「紅蓮会」の代表。関西弁で話し、メンバーの西尾らからは「秋（しゅう）ちゃん」と呼ばれている。
十数年前に大学時代のサークル仲間と共に紅蓮会を立ち上げ、かなりグレーな領域のビジネスを行っている。
紅蓮会を脱退し起業したメンバーとも引き続き緊密な関係を築いており、剣持自身も不動産ブローカーを営む。
重度のアルコール依存症で、四六時中酒を持ち歩いて飲み、シラフになることはほとんどなく、酔いが回っていても喧嘩は非常に強い。
むしろ、本人曰く「酒がガソリン補給になる」とのことで、酒を摂取することで海藤をも凌ぐ超人的な怪力を発揮する。
紅蓮会が開催していた地下格闘大会では、無敗のチャンピオンだったとのこと。
なぜか貞元美希子のことを探しており、同じく美希子を探す海藤と対立する。
西尾（にしお）
声 - 渡邉允瑠
紅蓮会のメンバーの一人。水色の髪が特徴のチャラい男。

#### 夏目家
夏目 真帆（なつめ まほ）
声 - ふじたまみ
貞元美希子の妹。姉の美希子共々、幼少期に事故で両親を亡くし、夏目家に引き取られた。明るく元気で人懐っこい性格だが、お調子者でどこが抜けたところがある。
16年前、大学時代に松金組がケツモチしているホストクラブ「アムール」で散財し、そのあげく多額の借金を作ってしまう。
大学をやめてクラブで働き借金を返そうとするが、妹の将来を案じた美希子が代わりに働いて借金を返すと松金組に直談判したことで、大学生活を続けることができた。
15年前に大学を卒業し、夏目家と所縁のある銀行に就職した。だが、その翌年のクリスマスにストーカーによって自宅が放火され、養父母と共に焼死した。
夏目 耕輔（なつめ こうすけ）
美希子と真帆の養父で、資産家。実の両親を事故で失い施設で暮らしていた美希子と真帆を引き取り、養子として育て上げた。
ヤクザである海藤と美希子の交際には反対していた。14年前、自宅が放火され妻と真帆と共に焼死した。
夏目よし子（なつめ よしこ）
美希子と真帆の養母で、耕輔の妻。厳格な夫とは正反対の温厚な女性。料理が趣味で、美希子が実家に帰った時はよく手料理を振舞っていた。14年前、自宅が放火され夫と真帆と共に焼死した。

#### その他
星野 一生（ほしの いっせい）
声 - 林勇
源田法律事務所所属の弁護士で、海藤の仲間。馬頭探偵事務所の実態を暴くため、海藤の依頼で一芝居うった。
九十九 誠一（つくも まこと）
声 - 宮本淳
探偵事務所「横浜九十九課」の所長で、『裁かれざる記憶』で共に事件解決を目指した海藤の仲間。
暇を持て余していた海藤に飲みに誘われたが、大好きなアニメ映画の地上波初放送を理由に断った。
東 徹（ひがし とおる）
声 - 川原慶久
元東城会系松金組若衆で現在はゲームセンター「シャルル」の店長。組員時代の海藤の舎弟でもあり、現在も海藤を兄貴と慕う。
かつて海藤と交際していた貞元美希子のことも知っており、依頼人の貞元響也が彼女の写真を提示した際は驚いていた。
海藤が依頼人と会う時にお茶を入れるバイトとして雇われる。海藤から頼まれたことは、金やお礼を求めずに行うほどに友好的。
松金組に在籍していた頃は長年お茶くみ係をしており、東が入れたお茶は松金組長にも好評だったとのこと。
マリ
声 - 本居真優
神室町のバー「テンダー」の常連客。マスターや八神をはじめとする常連客からは「マリ姉」と呼び慕われている。
田代（たしろ）
声 - 八木岳
前作や『裁かれざる記憶』にも登場した元松金組の組員。組員時代だった前作に八神と海藤からお気に入りの金色のジャージを追剥ぎされたことを、今も根に持っている。
伊勢佐木異人町でイベント会社のプロデューサーをしていたが、知り合いを勝手にゲーム内の対戦キャラクターに使用していた悪事が会社に露呈し、解雇された。
その後、異人町のパーティ会場でボーイのアルバイトをしていたところで海藤と再会し、再び追剥ぎされた。